# 内地雑居
内地雑居（ないちざっきょ）とは、内地開放（ないちかいほう）とも呼ばれ、外国人居留地などの外国人に対する居住・旅行・外出の制限を撤廃して国内における自由な居住・旅行・営業を許可すること。明治時代の日本では条約改正と絡んで激しい論争となった。

## 概要
安政の五カ国条約では、外国人は開港場・開市場に設置された外国人居留地での居住及び10里四方の外出を除いては江戸幕府の許可のない日本国内の移動は禁じられていた。これに対して欧米各国は鎖国期の長崎出島と大差がないとして反発したものの、攘夷運動の活動が盛んになっていた時期であったために幕府の「外国人の保護」という主張も一定の説得力があったために認めざるを得なかった。その代償として1863年7月3日（文久3年5月18日）に若年寄酒井忠毗によって、横浜へのイギリス・フランスの両軍の駐兵権が認められて、1875年まで継続している。
この方針は明治政府にも継承されたものの、いわゆるお雇い外国人などが公用などを理由に国内を自由に往来するようになると形骸化されていった。これに対して日本国内には外国人には治外法権・領事裁判権が認められている以上、日本人と外国人の隔離はトラブル防止の観点から徹底すべきであるという意見もあった。
明治政府は条約改正を急いでいたが、条約改正によって相互に最恵国を認めることになれば、外国人に対して居住・旅行・外出の制限を解除する必要があると考えられていた。だが、改正交渉の不振や外国人判事起用問題、欧化政策に対する批判から、国粋主義的な国権派による対外硬が台頭し、内地雑居を認めれば外国資本による侵略が進み、日本の伝統的な文化や生活が破壊されるという立場から反対運動が盛んになった。1892年には内地雑居講究会が結成され、翌年に同会を中心に結成された大日本協会とともに「内地雑居反対」あるいは最低でも関税自主権の回復を含めた全面的条約改正後にすべきであると唱えて、帝国議会でも激しい論議が行われた。また、外国人の間でもお雇い外国人や宣教師は領事裁判権の放棄を容認しても内地雑居を獲得すべきであると唱え、商人達は日本は未だ非文明国であるのだから領事裁判権を維持するのは当然であり、外圧によって内地雑居を日本側に認めさせるべきとの強硬論も出た。これに対して政府は家屋の所有権は認めるが土地については賃貸権（実は永代借地権も含む）に限定するという案を提示して彼らを宥めようとした。
だが、1894年に陸奥宗光の尽力によって領事裁判権と治外法権の撤廃と引換に内地雑居を認める日英通商航海条約が締結されると、各方面に不満を残しながらも直後に発生した日清戦争へと対外硬の関心も集中することになり、大きな反対のないまま、1899年の同条約発効とともに外国人居留地の廃止と内地雑居の実施が行われた。